# Niels Nielsen
Niels Marius Nielsen (Oslo, 5 d'octubre de 1883 - Bærum, Akershus, 9 de febrer de 1961) va ser un regatista noruec que va competir a començaments del segle xx.
El 1920 va prendre part en els Jocs Olímpics d'Anvers, on va guanyar la medalla de plata en els 7 metres del programa de vela, a bord del Fornebo.